# X+Y
X+Y, estrenada en Estados Unidos como, A Brilliant Young Mind, es un drama inglés dirigido por Morgan Matthews y protagonizado por Asa Butterfield, Rafe Spall, y Sally Hawkins. La película, inspirada en el documental de la BBC, Beautiful Young Minds, narra la historia de Nathan (Asa Butterfield), un joven que fue diagnosticado con síndrome de Asperger, por lo cual tiene dificultad para relacionarse con la gente, pero se encuentra cómodo con los números. Cuando es escogido para participar en el "International Mathematical Olympiad", Nathan se embarca en un viaje, en el que se enfrentará a múltiples cambios inimaginados, y descubrirá la naturaleza del amor.

## Reparto
- Asa Butterfield como Nathan Ellis.
- Rafe Spall como Martin Humphreys.
- Sally Hawkins como Julie Ellis.
- Eddie Marsan como Richard.
- Jo Yang como Zhang Mei.
- Jake Davies como Luke Shelton.
- Alexa Davies como Rebecca.
- Martin McCann como Michael Ellis.
- Alex Lawther como Isaac Cooper.
- Edward Baker-Close como Nathan Ellis (pequeño).

- Datos: Q18134529